# Джейн Эйр (фильм, 1997)
«Джейн Эйр» (англ. Jane Eyre) — экранизация одноимённого романа английской писательницы Шарлотты Бронте, показанная по телевидению в 1997 году.

## Сюжет
Юная Джейн — сирота, она живёт под началом невзлюбившей её тётки миссис Рид. Женщина фактически выгоняет девочку из дома, теперь мисс Эйр пребывает в школе Ловуд, где царят строгие нравы.
Повзрослев, Джейн находит работу гувернанткой в поместье Торнфилд-Холл. Там она обретает внимание, друзей и… любовь. Однако, странные вещи творятся порой во владении мистера Рочестера, а в день свадьбы открывается леденящая душу тайна.

## В ролях
- Саманта Мортон — Джейн Эйр
- Киаран Хайндс — Эдвард Фэйрфакс Рочестер
- Тимиа Бертом — Адель Варанс
- Джемма Джонс — миссис Фэйрфакс
- Вэл МакЛейн — Грейс Пул
- Софи Рейсснер — Берта Рочестер
- Ричард Хоули — Ричард Мейсон
- Руперт Пенри-Джонс — Сент-Джон Риверс
- Элизабет Гарви — Диана Риверс
- Джемма Эглинтон — Элен Бёрнс
- Лора Харлинг[англ.] — юная Джейн Эйр
- Дэвид Гант — мистер Броклхёрст
- Дебора Финдли — миссис Рид
- Бен Соуден — Джон Рид
- Джоанна Сканлан — Бесси
- Гермиона Гиллифорд — Софи
- Барбара Кеох — мисс Эббот
- Эмили Джойс — мисс Темпл
- Эбигейл Краттенден — Бланш Ингрэм
- Риченда Кери — леди Ингрэм
- Кэй Меллор — миссис Купер
- Питер Уайт — священник